# 최고돌격지도자

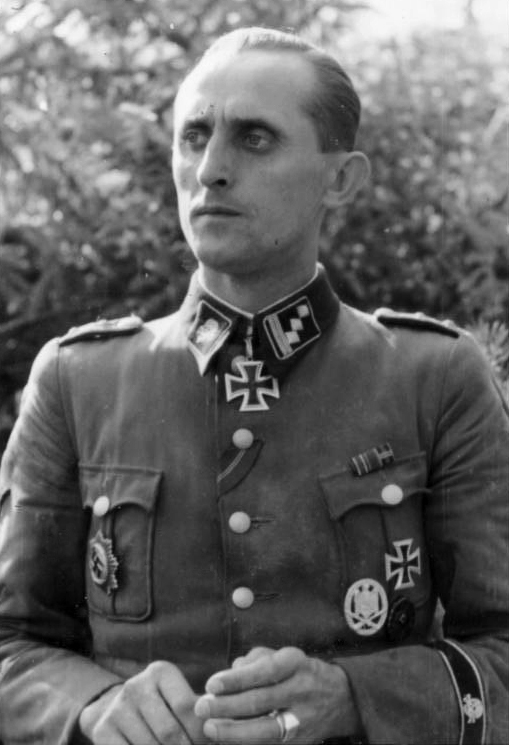
막스 질라.

최고돌격지도자(最高突擊指導者, 독일어: Hauptsturmführer)는 나치 친위대, 자동차군단, 항공기군단의 계급이다. 국방군의 대위에 상당한다.

## 같이 보기
- 무장친위대 계급 및 표장